# النساء في أوسيتيا الجنوبية

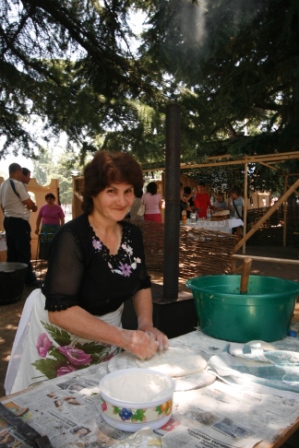
امرأة من أوسيتيا الجنوبية، يوليو 2009.

في عام 2010، وصفت العقدة القوقازية نساء أوسيتيا الجنوبية بأنهن من الإناث اللائي يمكنهن نقل التغيير وإعادة «الثقة والسلام» بين شعوب أوسيتيا الجنوبية وجورجيا. لديهم القدرة والكفاءة للدفاع عن حقوقهم والحفاظ عليها كنساء والمشاركة كنشطاء وصانعي سلام. تعرضت نساء أوسيتيا الجنوبية لحالات نزاع مسلح في مناطقهن. المنظمة الرئيسية التي تعمل على تعزيز وحماية وضع نساء أوسيتيا الجنوبية هي رابطة نساء أوسيتيا الجنوبية من أجل الديمقراطية وحقوق الإنسان. (يشار إليها أحيانًا باسم جمعية نساء أوسيتيا الجنوبية من أجل الديمقراطية والدفاع عن حقوق الإنسان) وترأسها حاليًا ليرا كوزييفا تسكوفربوفا.